# Lemophagus pulcher
Lemophagus pulcher là một loài tò vò trong họ Ichneumonidae.